# Châtillon-sur-Thouet
 Châtillon-sur-Thouet  es una población y comuna francesa, situada en la región de Poitou-Charentes, departamento de Deux-Sèvres, en el distrito de Parthenay y cantón de Parthenay. Está integrada en la Communauté de communes de Parthenay.

## Demografía
| 898 | 1306 | 2323 | 2874 | 2769 | 2727 |
| Para los censos de 1962 a 1999 la población legal corresponde a la población sin duplicidades (Fuente: INSEE [Consultar]) |      |      |      |      |      |

Forma parte de la aglomeración urbana de Parthenay.